# Erendira pallidoguttata
Erendira pallidoguttata är en spindelart som först beskrevs av Simon 1897.  Erendira pallidoguttata ingår i släktet Erendira och familjen flinkspindlar. Inga underarter finns listade i Catalogue of Life.